# Martin Schopps
Martin Schopps (* 27. August 1974 in Köln) ist ein deutscher Karnevalist, Büttenredner und Moderator, der vor allem im Kölner Karneval aktiv ist.

## Leben
Martin Schopps wurde 1974 in Köln als Sohn von Fritz Schopps, der im Kölner Karneval als „Et Rumpelstilzche“ bekannt wurde, geboren. Er machte 1994 sein Abitur am Genoveva-Gymnasium in Köln-Mülheim. Danach leistete er Zivildienst bei der IGS in Köln-Holweide.
1996 begann er ein Sport-Studium an der DSHS Köln und Germanistik-Studium an der Universität zu Köln. Im Anschluss wurde er Lehrer für die Fächer Deutsch und Sport. Bis 2017 unterrichtete er an einer Berufsschule in Frechen. Er lebt in Bergisch Gladbach, ist verheiratet und hat zwei Kinder.

## Karneval
Seit 2001 ist er als Redner im Kölner Karneval aktiv und bestreitet seit 2010 inner- und außerhalb der Karnevalszeit über 200 Auftritte im Jahr. 2022 trat er bei der Proklamation des Kölner Dreigestirns erstmals im Fernsehen mit seinen Kollegen Volker Weininger und JP Weber als „Herrengedeck“ auf. Das Trio spielt seit 2023 an mehreren Wochenenden im November und Dezember in der Stadthalle Köln die Weihnachtsshow Schöne Bescherung!